# Guy Siner
Guy Siner (Manhattan, 16. listopada 1947.) je američko-britanski filmski glumac.
Siner je najpoznatiji po ulozi poručnika Grubera u seriji 'Allo 'Allo! u kojoj je glumio od 1982. do 1992. Siner je imao i manje uloge i u serijama Ja, Klaudije, Babylon 5, Seinfeld, Zvonili ste, M'Lorde?, The Brittas Empire, Secret Army, Star Trek: Enterprise i u Doctor Who priči Genesis of the Daleks (1975.). Imao je i manje filmske uloge u filmovima Pirati s Kariba: Prokletstvo Crnog bisera i Tajni rat

## Vanjske poveznice
- Guy Siner u internetskoj bazi filmova IMDb-u (engl.)